# Ma Qun (szachista)
Ma Qun (chiń. upr. 马群; pinyin Mǎ Qún; ur. 9 listopada 1991 w Szantungu) – chiński szachista, arcymistrz od 2013 roku.

## Kariera szachowa
W 2015 zdobył srebrny medal w Asian University Chess Championship w Pekinie. W styczniu 2016 zajął drugie miejsce w turnieju New Zealand Open wraz z Ju Wenjun i Nigelem Shortem. W 2015 wygrał International Open of Sants, Hostafrancs i La Bordeta w Barcelonie. W 2019 zdobył mistrzostwo Chin w szachach szybkich, zdobywając 7 punktów, tym samym wyprzedzając o jeden punkt Wan Yunguo.
Najwyższy ranking w dotychczasowej karierze osiągnął 1 maja 2022, z wynikiem 2666 punktów.